# 中央太平洋諸語
中央太平洋諸語（Central Pacific languages）またはフィジー・ポリネシア諸語（Fijian–Polynesian languages）とは、主にフィジーおよびポリネシア地域で話される言語群。オーストロネシア語族のマレー・ポリネシア語派大洋州諸語に属する。

## 分類
ロスら は次のように言語を分類している：
- 大洋州諸語
  - 中央太平洋諸語
    - 西フィジー・ロツマ諸語（西中央太平洋諸語）
      - ロツマ語
      - 西フィジー諸語
        - ナモシ・ナイタシリ・セルア語
        - 西部フィジー語 （ナドロガ、ワヤ）

    - 東フィジー・ポリネシア諸語（東中央太平洋諸語）
      - 東フィジー諸語
        - フィジー語
        - ゴーン・ダウ語
        - ラウアン語
        - ロマイビティ語

      - ポリネシア諸語